# Harvey Robinson
Pour les articles homonymes, voir Robinson.
Harvey Robinson est un tueur en série américain né le 6 décembre 1974. C'est l'un des plus jeunes violeurs et tueurs en série de l'histoire des États-Unis.

## Biographie
Il a trois ans lorsque ses parents divorcent ; son père, violent et alcoolique, sera plus tard emprisonné pour avoir battu à mort sa compagne.
De 1992 à 1993, Harvey Robinson tue au moins trois femmes, dont une mineure, après les avoir violées. Il viole également au moins deux autres personnes, sans avoir le temps de les tuer : une fillette de cinq ans, le 20 juin 1993, et une femme d'une trentaine d'années, le 28 juin de la même année.
Le 31 juillet 1993, alors qu'il tente de s'introduire dans une maison, Harvey Robinson est blessé par un policier mais parvient à s'échapper : il est arrêté le même jour dans un hôpital.
Il est condamné à mort en novembre 1994.
En 2014, Harvey Robinson était incarcéré dans la prison de très haute sécurité SCI Greene (en), près de Waynesburg en Pennsylvanie.

## Liste des victimes connues
| Date            | Identité             | Âge | Lieu      |
| --------------- | -------------------- | --- | --------- |
| 9 août 1992     | Joan Burghardt       | 29  | Allentown |
| 9 juin 1993     | Charlotte Schmoyer   | 15  | Allentown |
| 14 juillet 1993 | Jessica Jean Fortney | 47  | Allentown |

## Autres médias
- 1996 : "No One Could Protect Her" (téléfilm) de Larry Shaw avec l'actrice Joanna Kerns dans le rôle de la survivante Denise Sam-Cali[3].
- 2014 : "Killer Kids (en)" : épisode "Harvey Robinson" (documentaire) de LMN (TV channel)[4].
- 2015 : "Your Worst Nightmare (en)" : un épisode dans la série de documentaire d'Investigation Discovery (Warner Bros.)[5].
- 2015 : Démoniaques : épisode Fantasy Killers dans la série de documentaire d'Investigation Discovery (Warner Bros.)[6].